# Ка Тане (Ферара)
Ка Тане (итал. Ca' Tane) је насеље у Италији у округу Ферара, региону Емилија-Ромања.
Према процени из 2011. у насељу је живело 64 становника. Насеље се налази на надморској висини од 12 м.